# Aleochara schmausi

Aleochara fugax (лат.) — вид коротконадкрылых жуков из подсемейства Aleocharinae.

## Распространение
Европа.

## Описание
Мелкие коротконадкрылые жуки, длина тела от 2,8 до 3 мм. От близких видов (A. spadicea, A. arachnipes, A. irmgardis, A. orientalis и A. fugax) отличается красновато-жёлтыми основаниями усиков, ротовыми частями и ногами, чёрно-бурой общей окраской тела, оранжевыми надкрыльями; шов и эпиплевры узко затемнены.  Пронотум поперечный, голова крупная (почти равна ширине переднеспинки). Усики 11-члениковые. Передние, средние и задние лапки 5-члениковые (формула 5-5-5). Нижнечелюстные щупики состоят из 4 члеников (с 5-м псевдосегментом), а нижнегубные — из 3 (с 4-м псевдосегментом).
Тело с боков субпараллельное. Личинки являются паразитами пупариев мух (проходят гиперметаморфоз).
Вид был впервые описан в 1954 году советским и армянским колеоптерологом Степаном Мироновичем Яблковым-Хнзоряном (1904—1996), а его валидный статус подтверждён в ходе ревизии, проведённой в 2000 году казахстанскими энтомологами профессором В. А. Кащеевым (1953—2012) и М. К. Чильдебаевым (Институт зоологии АН Республики Казахстан, Академгородок, Алматы, Казахстан). Включён в состав подрода Rheochara (по признаку крупной головы и длинных ног) вместе с видами A. spadicea, A. arachnipes, A. irmgardis, A. orientalis и A. fugax.